# Dance into the Light
Dance into the Light – szósty solowy album Phila Collinsa wydany w 1996 roku, będący zarazem pierwszą jego płytą wyprodukowaną po rozpadzie Genesis.
Po kiepsko sprzedającym się poprzednim, melancholijnym krążku Both Sides Phil Collins nagrał swoją najbardziej żywiołową płytę od czasu No Jacket Required (1985). Jednak, pomimo statusu złotej płyty w USA, jest to drugi (po wydanym w 2002 Testify) najgorzej sprzedający się album piosenkarza. Straty, jakie przyniósł krążek zrekompensowała bardzo udana promująca trasa koncertowa – The Trip into the Light World Tour.
W Polsce nagrania uzyskały certyfikat złotej płyty.
W czasopiśmie branżowym Teraz Rock wystawiono płycie ocenę 3 na 5.

## Lista utworów
1. "Dance into the Light"
2. "That's What You Said"
3. "Lorenzo"
4. "Just Another Story"
5. "Love Police"
6. "Wear My Hat"
7. "It's in Your Eyes"
8. "Oughta Know By Now"
9. "Take Me Down"
10. "The Same Moon"
11. "River So Wide"
12. "No Matter Who"
13. "The Times They Are A-Changin'"

## Dodatkowe informacje
Utwór Lorenzo nawiązuje do postaci Lorenzo Odone, chłopca chorego na adrenoleukodystrofię.